# 迪松-隆格维尔
迪松-隆格维尔（法語：D'Huison-Longueville，法語發音：[dɥizɔ̃ lɔ̃ɡvil] ⓘ）是法国法兰西岛大区埃松省的一个市镇，属于埃唐普区。该市镇由迪松（D'Huison）和隆格维尔（Longueville）两地组成。

## 地理
迪松-隆格维尔（48°27'29"N, 2°19'14"E）面积10.04 平方千米，位于法国法蘭西島大區埃松省，该省份为法国北部内陆省份，北起上塞纳省和马恩河谷省，西接厄尔-卢瓦省和伊夫林省，南至卢瓦雷省，东临塞纳-马恩省。
与迪松-隆格维尔接壤的市镇（或旧市镇、城区）包括：塞尔尼、布瓦西勒屈泰、布维尔、阿莱堡、埃松河畔吉涅维尔、奥尔沃、埃松河畔韦尔。

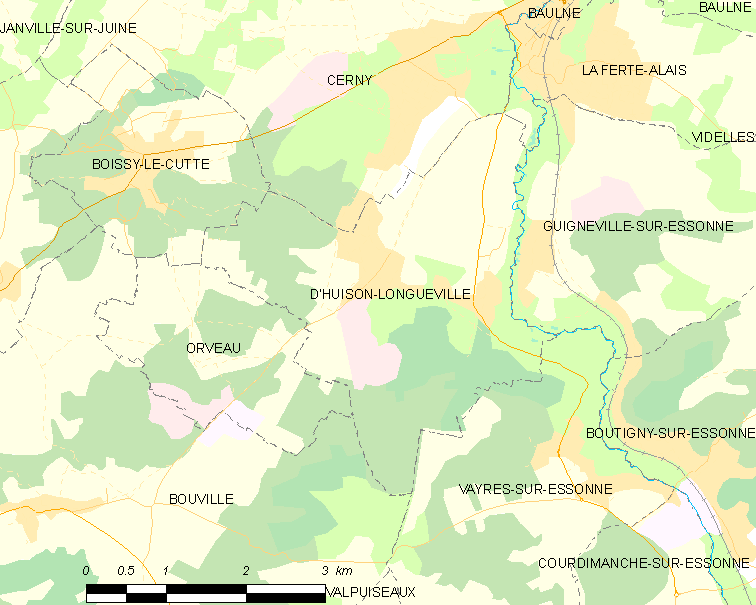
迪松-隆格维尔的OSM定位图

迪松-隆格维尔的时区为UTC+01:00、UTC+02:00（夏令时）。

## 行政
迪松-隆格维尔的邮政编码为91590，INSEE市镇编码为91198。

## 政治
迪松-隆格维尔所属的省级选区为埃唐普县。

## 人口

1962-2008年间迪松-隆格维尔人口变化图示

迪松-隆格维尔于2022年1月1日时的人口数量为1532人。